# Kościół Świętego Krzyża w Nowym Sączu
Kościół Świętego Krzyża w Nowym Sączu – świątynia rzymskokatolicka w Nowym Sączu, w dzielnicy Helena. Służący jako kościół parafialny parafii św. Heleny.